# Electric Tepee
| 전문가 평가                       | 전문가 평가 |
| 평가 점수                         | 평가 점수   |
| 출처                              | 점수        |
| --------------------------------- | ----------- |
| AllMusic                          | [ 1 ]       |
| The Encyclopedia of Popular Music | [ 2 ]       |

《Electric Tepee》는 1992년 5월 11일에 발매된 영국의 스페이스 록 밴드 호크윈드의 열일곱 번째 스튜디오 음반이다. 영국 음반 차트에서 53위로 일주일을 보냈다.
1991년 3월과 4월 유럽 투어를 마친 후 오랫동안 활동해온 베이시스트이자 키보디스트인 하비 베인브리지는 그룹을 떠나기로 결정했다. 보컬리스트 브리짓 위샤트도 9월에 그룹과의 관계를 종료할 예정이다. 이 그룹은 기타리스트 데이브 브록, 베이시스트 앨런 데이비, 드러머 리처드 채드윅의 세 명으로 계속 활동하면서 스튜디오와 라이브에서 시퀀서, 합성기 및 컴퓨터를 많이 사용했다. 《Electric Tepee》의 스타일은 주로 트랜스, 앰비언트 및 테크노의 요소가 있는 스페이스 록이다.

## 배경
이 음반은 1992년 폴 코볼드와 함께 제작한 데이브 브록 자신의 어스 스튜디오에서 녹음되었다. 〈Mask of the Morning〉은 1970년 데뷔 음반 《Hawkwind》의 〈Mirror of Illusion〉에 수록된 가사를 다시 사용했다. 〈Rites of Netherworld〉는 이고르 스트라빈스키의 《봄의 제전》을 기반으로 한 간략한 키보드 곡이다.
그 커버는 그 밴드의 크루의 일부였고 또한 브록의 데본 농장에서 일했던 앨런 아서스의 첫 번째 음반이다.

## 곡 목록
| #   | 제목                     | 작사·작곡                             | 재생 시간 |
| --- | ------------------------ | ------------------------------------- | --------- |
| 1.  | 〈L.S.D.〉               | 리처드 채드윅, 앨런 데이비            | 8:17      |
| 2.  | 〈Blue Shift〉           | 데이비                                | 4:17      |
| 3.  | 〈Death of War〉         | 마크 론트리, 데이브 브록              | 4:47      |
| 4.  | 〈The Secret Agent〉     | 브록                                  | 8:11      |
| 5.  | 〈Garden Pests〉         | 브록, 데이비                          | 2:09      |
| 6.  | 〈Space Dust〉           | 데이비                                | 5:18      |
| 7.  | 〈Snake Dance〉          | 하비 베인브리지, 브록, 채드윅, 데이비 | 3:54      |
| 8.  | 〈Mask of Morning〉      | 브록                                  | 8:49      |
| 9.  | 〈Rites of Netherworld〉 |                                       | 0:36      |
| 10. | 〈Don't Understand〉     | 브록, 채드윅, 데이비                  | 7:04      |
| 11. | 〈Sadness Runs Deep〉    | 브록                                  | 5:58      |
| 12. | 〈Right to Decide〉      | 브록, 데이비                          | 4:25      |
| 13. | 〈Going to Hawaii〉      | 브록, 채드윅, 데이비                  | 7:35      |
| 14. | 〈Electric Tepee〉       | 브록                                  | 3:07      |